# اردوان (فرمانده ژوستینین یکم)
اردوان (یونانی: Ἀρταβάνης، ارمنی: Արտաւան) یک فرمانده نظامی ارمنی اهل بیزانس بود که به ژوستینین یکم (ح. ۵۲۷–۵۶۵) خدمت می‌کرد. او در آغاز که علیه مقامات بیزانس شورشی رخ داد، به ایران و دربار خسرو انوشیروان ساسانی گریخت و در چندین جنگ ایران و روم علیه بیزانس شرکت کرد.
وی پس از مدتی به بیزانس بازگشت و به آفریقا فرستاده شد. او در آنجا با کشتن یک فرمانده شورشی به نام گونتاریت و بازیابی وفاداری اش به شهرت بسیاری دست یافت. اردوان در آغاز با خواهرزاده ژوستینین پرائجکتا نامزد کرد، اما به دلیل مخالفت امپراتور تئودورا با او ازدواج نکرد. او که به قسطنطنیه بازگشته بود، در یک توطئه نافرجام علیه ژوستینین در ۵۴۸/۵۴۹ شرکت کرد، اما پس از افشاگری مورد مجازات شدیدی قرار نگرفت و بخشیده شد. وی سپس برای شرکت در جنگ گوت‌ها به ایتالیا فرستاده شد و در آنجا در پیروزی قاطع بیزانس در کاسیلینوم نیز نقش داشت. از زندگی او پس از این دوره اطلاعی در دست نیست.

### اوایل زندگی
آرتابانس از نوادگان سلسله ارمنی سلطنتی ارساسی بود که شاخه ای از آن در آن زمان به عنوان شاهزادگان محلی خودمختار در حاشیه شرقی امپراتوری روم شرقی شناخته می شد. پدرش جان نام داشت و او نیز یک برادر به نام جان داشت.

#### شورش علیه بیزانس
در سال 538/539، آرتابانس، که در آن زمان ظاهراً هنوز جوانی بود، در توطئه ارمنیان علیه آکاکیوس، معاون اول ارمنستان، که مالیات های سنگین و رفتار ظالمانه او بسیار مورد انزجار قرار گرفت، شرکت کرد. آرتابانس خود آکاسیوس را کشت. اندکی پس از آن، در درگیری بین شورشیان و ارتش بیزانس در اونوکالاکون، آرتابانس ممکن است ژنرال بیزانسی سیتاس را که توسط ژوستینیانوس برای سرکوب شورش فرستاده شده بود کشته باشد (پروکوپیوس دو روایت ارائه می دهد، یکی مرگ سیتاس را به آرتابانس و دیگری را به فردی ناشناخته نسبت می دهد. ارمنی به نام سلیمان).[2] پدر آرتابانس سعی کرد با جانشین سیتاس، بوزس، مذاکره کند، اما توسط سیتاس به قتل رسید. این عمل آرتابان و پیروانش را وادار کرد تا از فرمانروای ایرانی ساسانی، خسرو اول (حکم ۵۳۱–۵۷۹) کمک بگیرند. پس از عبور از قلمرو ایران، آرتابانس و کسانی که از او پیروی کردند، طی چند سال بعد در لشکرکشی‌های خسرو علیه بیزانس شرکت کردند.